# 夏恕
夏恕，明朝初期政治人物、明朝刑部尚书。
早年担任兵部员外郎。洪武二十八年四月，升任大理寺右寺丞。次年七月，署刑部尚书。